# Четники

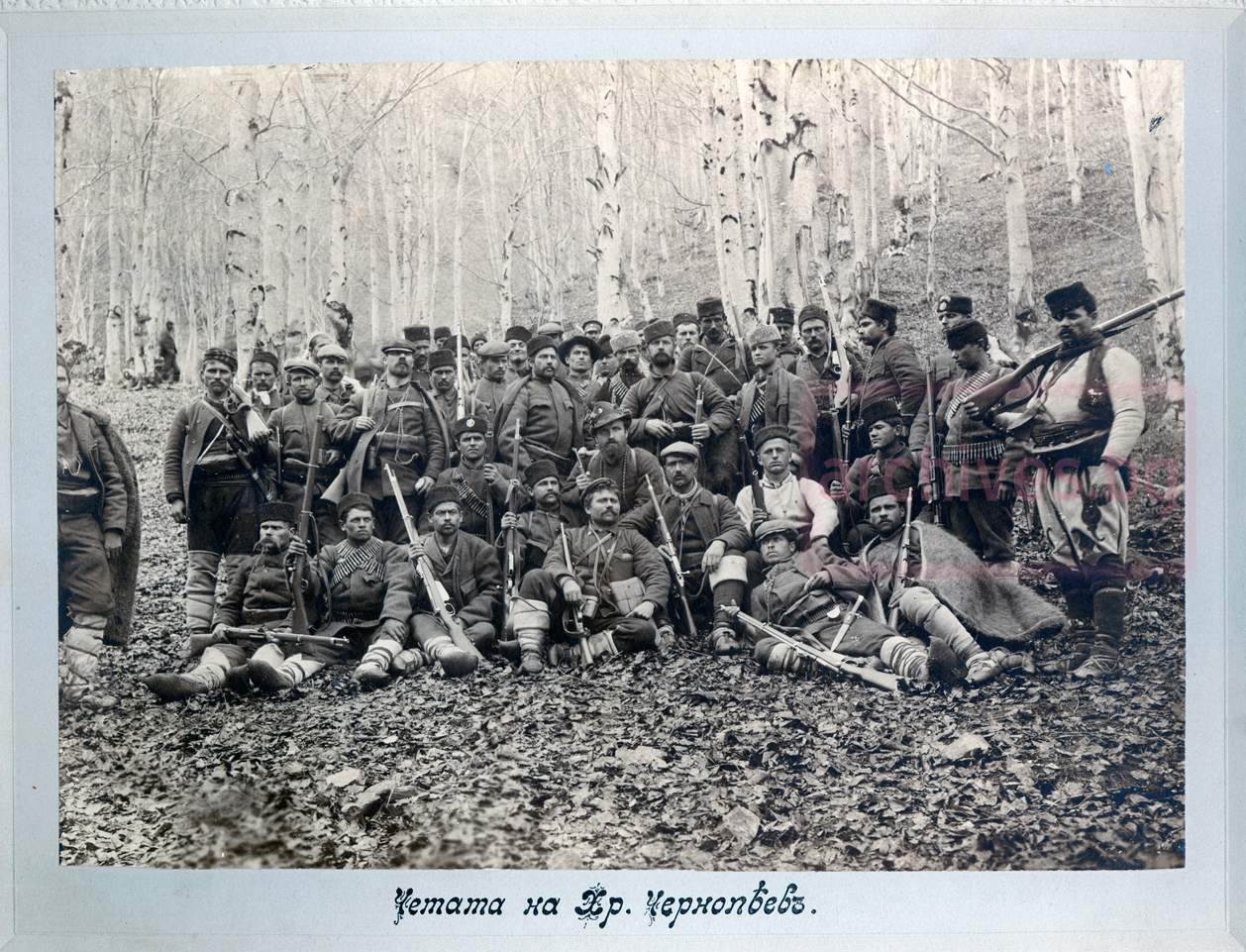
Болгарские четники во время Ильинского восстания, 1903

Че́тники (серб. четници / četnici, от серб. чета / četa — «рота» или тур. çete — «банда, отряд») — наименование балканских партизан, повстанцев и ополченцев, как правило ирредентистского, патриотического, монархического толка. Термин оформился в XX веке и получил наибольшую известность в годы Второй мировой войны (войска Дражи Михайловича и четники Косты Печанаца). Предшественниками четников были гайдуки.
Своеобразными предшественниками четников были комитаджи — болгарские национал-революционеры, боровшиеся за освобождение Македонии и Фракии от турецкого владычества. Ранее термин «комитаджи» (или «комиты») применялся к сербам и болгарам без какого-либо разделения по национальному признаку, однако позже он стал использоваться в отношении болгар, а именно членов Внутренней македонской революционной организации. Греческих революционеров, которые воевали против турок, называли «андарты».
В различные исторические периоды движение принимало разные формы:
- В начале XX века (во время Балканских войн и Первой мировой войны) четниками назывались участники сначала диверсионно-партизанской борьбы против Османской империи, а затем и добровольцев-партизан, боровшихся с австро-венгерскими и болгарскими оккупантами на территории Сербии и Черногории.
- В Королевстве Югославия четниками назывались ветеранские организации и специальные подразделения югославской королевской армии, которые стали основой для создания Драголюбом Михайловичем своего монархического и националистического партизанского движения, более известного как «Югославские силы в Отечестве».

## Происхождение
Первые партизанские антитурецкие действия на Балканах начали болгары. В 1893—1894 годах в Салониках была основана Внутренняя македонская революционная организация (ВМРО), которая поставила своей целью присоединение Македонии и Фракии к Болгарии. Греческие четники — «андарты» — также выступили в защиту своих интересов, столкнувшись с болгарами в 1902 году. Сербские четники начали вести партизанскую войну в 1903 году для защиты сербского населения как от турецких банд, так и от рот ВМРО. К началу Балканских войн на Балканах действовали 110 болгарских, 108 греческих, 30 сербских и 5 влахских отрядов. Все они поддержали свои страны в Первой Балканской войне.

## Борьба комитаджей в Македонии

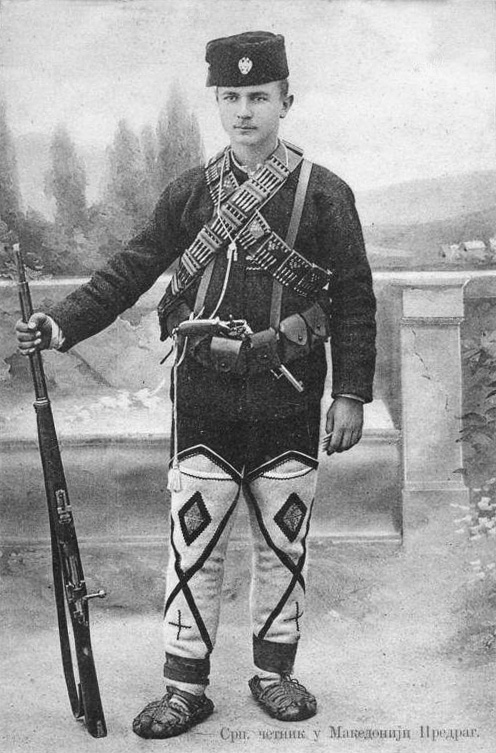
Четник в Македонии

Первый сербский отряд четников (чета) был образован 29 мая 1903 в Белграде: в его составе было 8 бойцов под командованием воеводы Илии Славы. В сентябре того же года в Белграде была основана «Сербская революционная организация», которую возглавил Милорад Годжевац. В ЦК организации вошли Васа Йованович, Лука Челович, генерал Йован Атанацкович, Любомир Давидович, Голуб Янич и академик Любомир Стоянович. Позднее к ним примкнул капитан Живоин Рафайлович из Вране, который тогда сам занимался переброской четников в Старую Сербию. 
В то же время сербы в Старой Сербии и Македонии сами организовывали свои силы: Мицко Крстич в Порече, Павле Младенович (по прозвищу «Чича») и Йован Станойкович-Довезенски в Кумановском округе оказывали организованное сопротивление болгарским деятелям ВМРО.

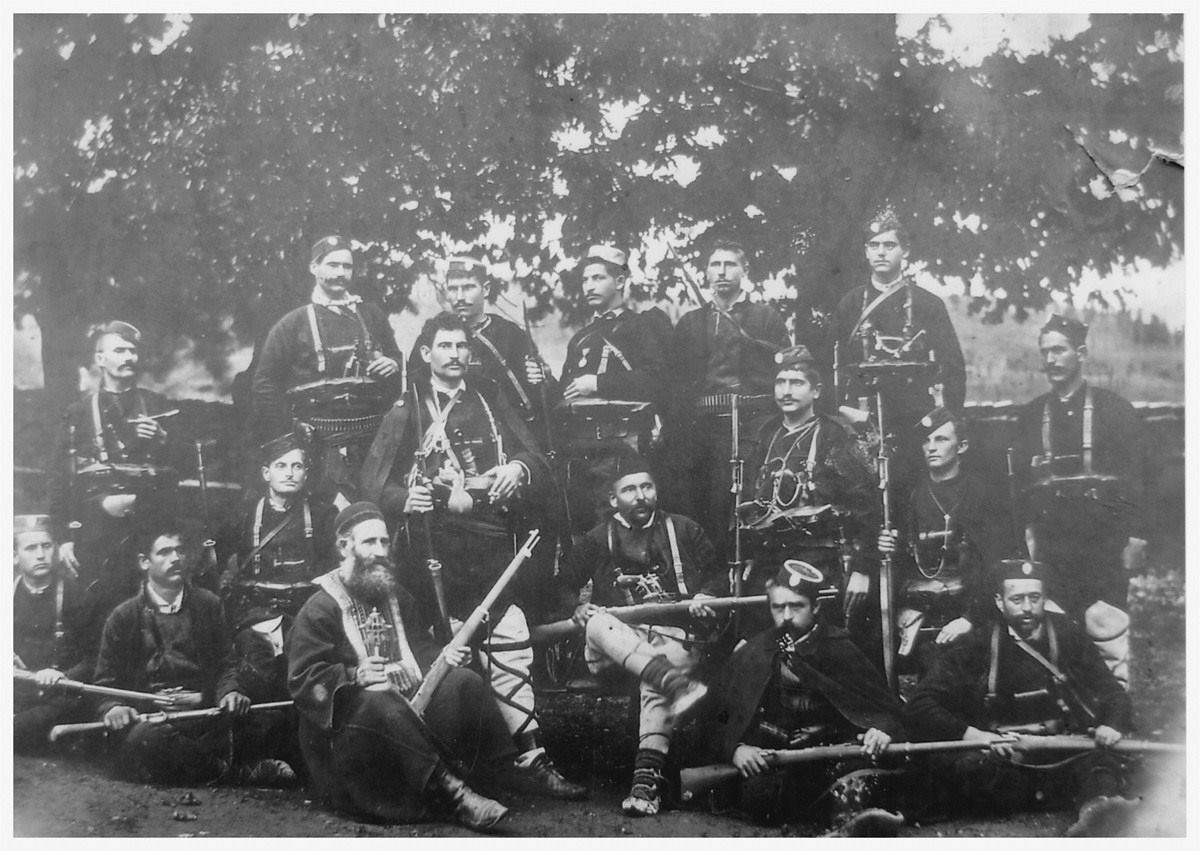
Рота воеводы Крсты Ковачевича (1905)

В Скопье в 1905 году сербы создали движение «Сербская оборона», которое начало организовывать роты из местных жителей, влияние на которых оказывала интеллигенция; позднее роты стали формироваться в Сербии и переходить границу с Турцией. Сила каждого отряда варьировалась, во главе отряда стоял воевода. Были сформированы два Горных штаба на территориях к востоку и западу от Вардара. Изначально это движение было только частной инициативой, поскольку Сербия не поддерживала эту акцию по причине серьёзного неприятия со стороны Великих держав. Позднее к четникам стали примыкать сербские офицеры, и с 1905 года движением стало руководить Министерство иностранных дел. К 1907 году сербы создали хорошую военную организацию, которая вела активные действия в Скопьевском и Битольском вилаятах. В многочисленных боях четники сумели потеснить болгар и сохранить за собой влияние на крупные города, поэтому из-за присутствия турецких войск удалось избежать большого кровопролития. Однако сербам пришлось вскоре вести бои и против турецких войск: несмотря на огромные жертвы, контроль над Македонией сербы сохранили.
В числе воевод четников, прославившихся в боях, были Мицко Крстич, Йован Бабунский, Глигор Соколович, Василие Трбич, Йован Долгач, Анджелко Алексич, Крста Трговиштский, Илия Йованович («Пчиньский»), Лазарь Куюнджич, Саватий Милошевич, Ванджел Димитриевич («Скоплянче»), Тодор Крстич-Алгуньский, Сретен Райкович («Руднички»), Джордже Ристич («Скоплянче»), Войин Попович («Вук»), Воислав Танкосич, Цене Маркович, Раде Радивоевич («Душан Вардарский»), Тренко Руянович, Зафир Премчевич, Иосиф Михаилович, Павле Блажарич, Эмилио Милутинович, Михаило Йосифович и Бошко Вирянац.
В конце 1907 года в движении четников наметился первый раскол: одна группа хотела руководить движением из Белграда, другая — из Скопье.  
В 1908 году в Турции свершилась Младотурецкая революция, лидеры которой выступали за свободу вероисповеданий и уравнивание в правах всех подданных Османской империи вне зависимости от религии. Под большим давлением четники вынуждены были приостановить свои боевые действия, однако вскоре им снова пришлось взяться за оружие: Боснийский кризис, вызванный аннексией Боснии и Герцеговины Австро-Венгрией, стал предупреждением для сербов. Сербские добровольцы стали собираться на побережье Дрины, ведомые Воиславом Танкосичем, Войином Поповичем и Йованом Бабунским. «Народная оборона», созданная в Сербии, поставила своей целью сбор средств в помощь сербам в Боснии и набор добровольцев на случай войны. Под давлением стран Европы деятельность «Народной обороны» была приостановлена, и Сербия признала аннексию Боснии.
На юге Сербии и в Македонии снова обострилась ситуация после очередной волны сербских погромов, учинённых болгарами и албанцами. Тогда погибли воеводы Мицко Крстич и Глигор Соколович. С 1911 года снова начались поставка оружия и отправка добровольцев, чтобы помочь местным силам самообороны. Перед началом Первой Балканской войны Горный штаб был переведён под командование 1-й армии. Четники стали готовиться к диверсионным акциям против турецких войск. На границе роты были объединены в отряды под командованием воевод Божина Симича, Воислава Танкосича и Войина Поповича. Четники первыми вступили в бой: козяцкий отряд воеводы Вука участвовал в битве под Кумановом и понёс серьёзные потери, но первым добрался в центральное Повардарье и в районе Азот (между Велесом и Прилепом) соединился с отрядом Василия Трбича. Повардарский отряд участвовал в боях между Дебаром и Кичево и в районе Охрида, также сражался в битве под Битолой. После войны отряды четников из Сербии были расформированы, но отдельные отряды продолжили воевать против болгар и албанцев: четники Трбича подавили албанский бунт в 1913 году в Дебре.

### Присяга четника
Первую присягу четники принесли 28 апреля 1904, содержание присяги было следующее:

Во имя Отца и Сына и Святого Духа, Аминь!
Я, [имя и фамилия], клянусь перед Господом Богом, Господом Сыном Иисусом Христом и Господом Духом Святым: клянусь перед хлебом этим, клянусь перед крестом этим, клянусь перед ножом этим и револьвером, что буду точно и полностью, безусловно исполнять все приказы Комитета, которые мне будут давать, которые идут на пользу нашего освобождения и объединения с Матушкой Сербией, под управлением Комитета.
Если я намеренно нарушу эту клятву, пусть меня Бог, Крест, Имя, Слава и хлеб судят, а нож и револьвер исполнят наказание.
Аминь!
Оригинальный текст (серб.)"Во имја Оца и Сина и Свјатаго Духа, Амин!

Ја _____ заклињем се у Господа Бога у Господа Сина Исуса Христа и Господа Духа Светога: Заклињем се у хлеб овај, заклињем се у крст овај, заклињем се на нож овај и револвер, да ћу тачно и свесно, безусловно испуњавати све наредбе Комитета које ми се буду дале, а које иду у корист нашег ослобођења и уједињења са Мајком Србијом, а под управом Комитета.
Ако би се намерно огрешио о дату заклетву, да ме Бог, Крст, Име, Слава и хлеб казне, а нож и револвер казну изврше.

Амин!"

Упомянутый в присяге Комитет — Сербский революционный комитет, основанный в 1903 году.

## Четники вПервой мировой войне
Перед началом Первой мировой войны четники были разделены по четырём отрядам:
- Златиборский (командир Коста Тодорович)
- Ядарский (командир Войин Попович)
- Рудникский (командир Воислав Танкосич)
- Горняцкий (командир Велимир Вемич).

Они выполняли те же задания, что поручают современному спецназу: так, при нападении они шли в первых рядах, а при отступлении скрывались в тылу и вели партизанские действия. Они участвовали во всех крупных боях против австро-венгерских частей и боролись за Белград; некоторые из четницких рот вели наступление в Боснии и даже боролись под Сараево.
Отряды четников понесли большие потери, и к началу 1915 года остались только те, кто подчинялся воеводе Вуку. В сентябре отряд воеводы Вука отправился на границу с Болгарией, которая была союзницей Австро-Венгрии. После неудачных боёв отряд со всей сербской армией отправился через Албанию на остров Корфу. Численность отряда тогда составляла 450 человек, хотя в сербское войско шли больше и больше добровольцев. На Салоникском фронте сербы продолжили бои: в битвах на Сивой стене и Груниште отряд был разбит, а воевода Вук погиб. Выжившие четники были распределены по другим частям сербской армии. Некоторые из четников (в основном отряды Йована Бабунского и Цене Марковича) продолжили службу во французской армии на том же Салоникском фронте.
После оккупации Черногории австро-венгерскими войсками там началась партизанская война, которую вели черногорские комиты, при этом не имея центрального управления. На юге Черногории борьба была менее удачной, чем на севере, поскольку на севере, в горах, у четников было преимущество. В конце войны, когда крах Тройственного союза стал неизбежен, черногорцы стали чаще атаковать и разоружать деморализованных солдат австро-венгерской армии. Аналогичная партизанская борьба развернулась в Сербии, особенно в районах рек Топлица, Ябланица и Пуста-Река.
В конце 1916 года, когда в войну вступила Румыния, с Солунского фронта по приказу Верховного командования был направлен к Топлице воевода Коста Печанац, которому дали задание организовать силы четников, которые в момент прорыва фронта начали бы боевые действия против оккупантов, но при этом ещё и приказали предотвращать несвоевременные вмешательства партизан в войну. Восстание всё-таки грянуло после того, как Болгария начала насильственную мобилизацию на юге Сербии. Печанац выступал против подобных действий, опасаясь расправ над гражданским населением, и выступал за небольшие операции, а не полномасштабное восстание. 
Осенью 1915 года, несмотря на отступление, ряд сербских солдат остался за линией фронта. Они не были подготовлены для сражения, поэтому всем им приходилось действовать поодиночке и тайно. Один из них, Коста Воинович, начал партизанскую войну: довольно быстро по Сербии разнеслась весть о его партизанском отряде. На пик своего могущества отряд вышел в конце 1916 года, развернув борьбу на юге австро-венгерской оккупационной зоны и на территории болгарской оккупационной зоны. После прибытия представителя Верховного главнокомандования Косты Печанаца движение стало расширяться ещё больше.
На встрече в Обиличе недалеко от Бойника 11 февраля 1917 было подготовлено обращение о начале вооружённого восстания против оккупантов. В начале 1917 года комитские и четницкие отряды заняли территорию между реками Ябланица, Топлица и Пуста-Река. О восстании говорили всё чаще и чаще, и народ рассчитывал на скорое освобождение от оккупации, однако партизаны не верили в скорое достижение этой цели и какой-либо большой успех. Молодёжь просто по своему желанию убегала в леса. Вскоре произошло крупное столкновение между партизанами и оккупантами, когда у села Блажево на Копаонике партизаны Косты Воиновича атаковали австро-венгерский патруль из Крушеваца.
В феврале 1917 в болгарской зоне оккупации Сербии вспыхнуло Топлицкое восстание, которое к марту было жестоко подавлено болгарскими войсками.

## Межвоенный период

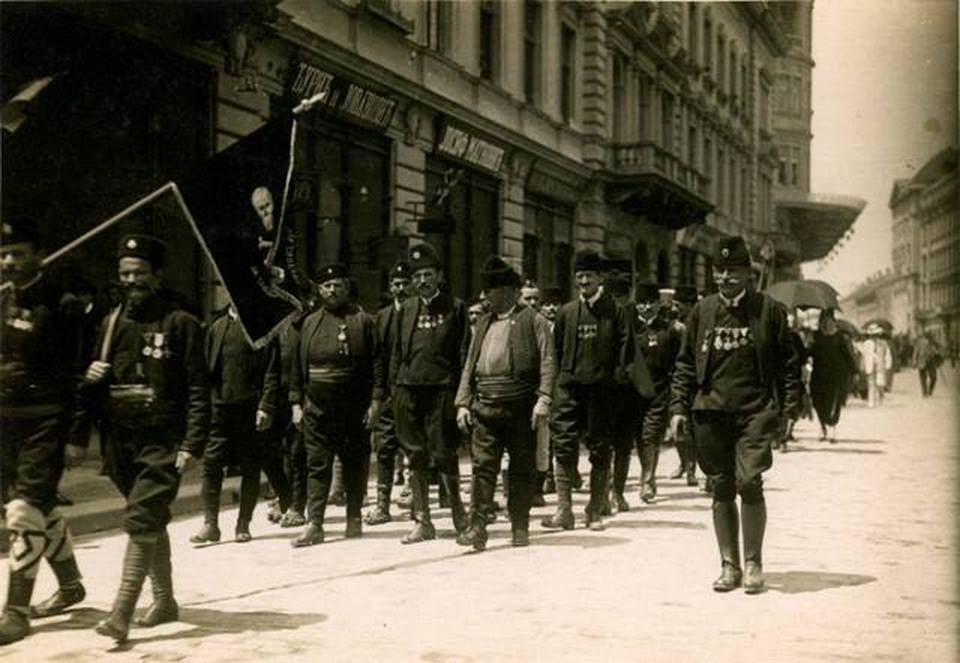
Парад четников в Белграде в 1920 году

Четники стали самым крупным и самым популярным патриотическим военным движением в Сербии и всей Югославии благодаря своему вкладу в основание Королевства сербов, хорватов и словенцев. Ветераны движения четников в 1921 году основали Содружество четников за свободу и честь родины, чьей целью стало расширение патриотических идей и оказание помощи жёнам и детям погибших четников. Несмотря на то, что четники не формировали официально никакие партии, тем не менее, они оказывали поддержку уже существующим: так, вышеозначенное «Содружество» сотрудничало с Демократической партией, в то время как её противник — Народная радикальная партия — пользовалась поддержкой иных четницких организаций. В 1924 году в «Содружестве» произошёл раскол: две группы радикальных националистов, сторонников Великой Сербии, основали «Содружество сербских четников за Короля и Отечество» и «Содружество сербских четников Петара Мрконича», объединившиеся через год в единое «Содружество сербских четников Петара Мрконича за Короля и Отечество». До 1928 года этой организацией руководил Пуниша Рачич, после чего в 1929 году под давлением диктатуры 6 января «Содружество сербских четников» было расформировано. Также некоторые четники поддерживали движения «Чёрная рука» или «Белая рука», участвуя в борьбе за власть.
С 1929 по 1932 года главой четников был Илия Трифунович-Бирчанин, а в 1934 году им стал Коста Печанац, который стремился расширить организацию. Однако намерениям Печанаца воспротивились ветераны-четники, поскольку он занимался вовлечением новичков из корыстных побуждений. По причине этого Трифунович-Бирчанин и лояльные ему четники образовали своё движение — «Объединение старых четников», которое всё же так и не стало конкурентом движению Печанаца. Печанац к 1938 году организовал более тысячи отделений своего движения, которое насчитывало почти 500 тысяч человек: основу составляли крестьяне и жители малых городов Югославии. Процент интеллигенции в движении четников Печанаца не был высоким, вследствие чего никто из движения не стремился сформировать свою политическую программу.
Движения четников в 1920-е годы стали склоняться к идеологии радикального сербского национализма, которой придерживались Организация югославских националистов и Сербская националистическая молодёжь. Четники, поддерживавшие правившую династию Карагеоргиевичей, стали придерживаться антидемократических, антилиберальных и антикоммунистических убеждений. Довольно часто четников рассматривали как военизированные формирования: к их услугам обращались армия, жандармерия и полиция для борьбы с политическими оппонентами и сохранения единства страны. Так, четники разгоняли стачки, акции протеста и демонстрации, которые устраивали как коммунисты, так и местные болгарские комитаджи и националисты Хорватии и Словении; также они в преддверии выборов строго следили за политическими собраниями. Впрочем, руководство четников также было коррумпировано, а часть членов движения четников часто сама нарушала его же устав, не следуя в полной мере ни идеалам, ни целям. На популярности движения это всё же никак не сказывалось.

## Вторая мировая война

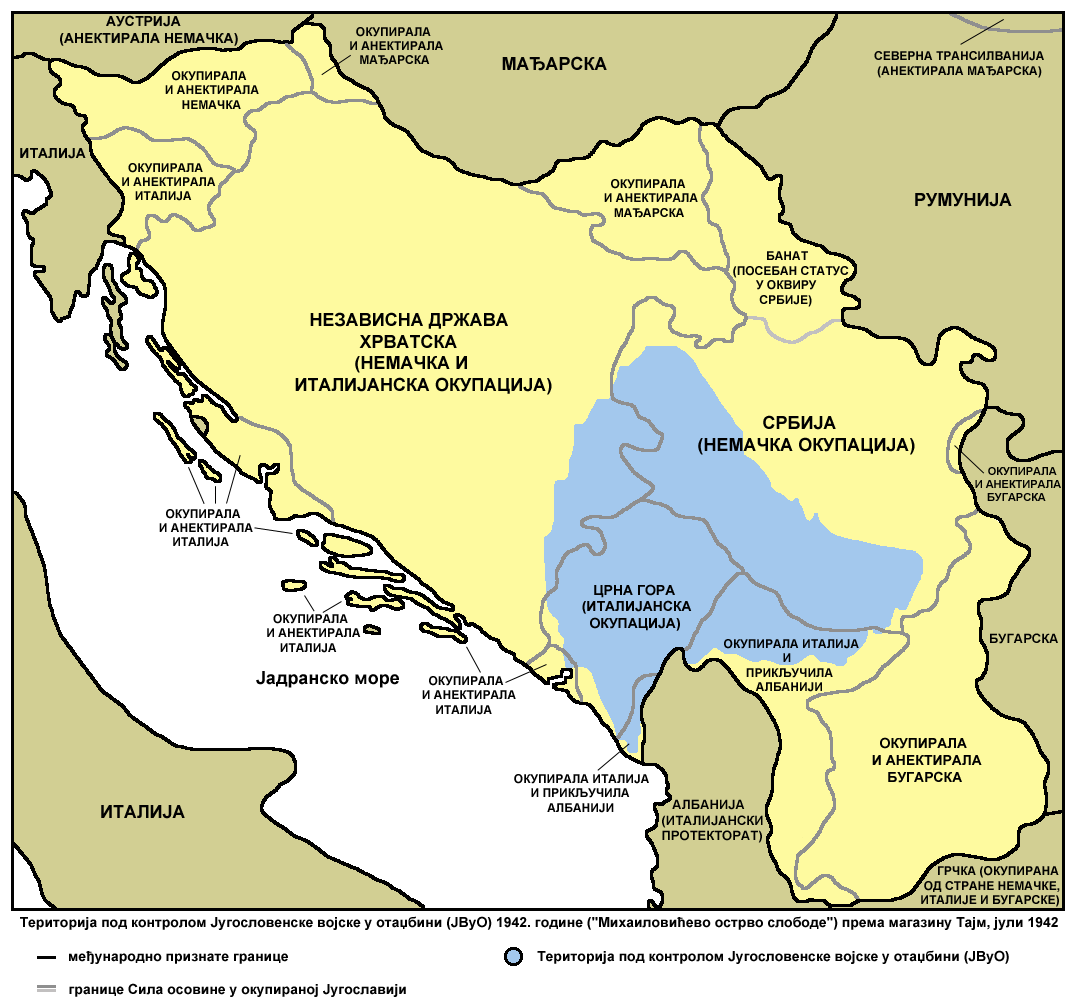
Максимальная территория, которую контролировали четники к 1942 году (в журнале Time в июле 1942 года её назвали «остров свободы Михайловича»)

После разгрома королевства Югославии в Апрельской войне территорию Югославии разделили между собой Венгрия, Болгария, Румыния и Италия, попутно создав марионеточные «независимые» государства Хорватия и Македония, а также утвердив коллаборационистские правительства в Словении, Сербии и Черногории. Раздел югославских этнических земель и приход к власти прогерманских лиц явились самыми негативными последствиями для местного югославского населения: в Хорватии занявшие руководящие посты усташи начали открыто преследовать другие народы, особенно сербов и организовали систематический геноцид сербского населения.

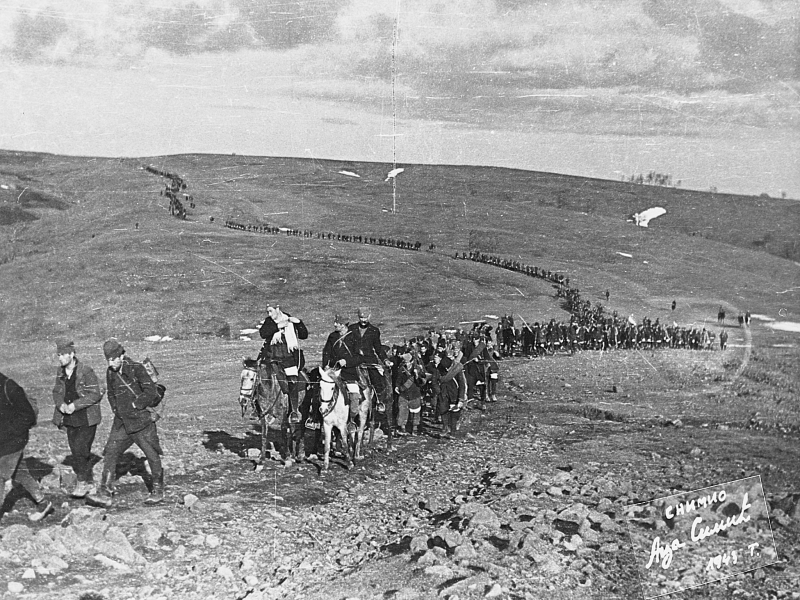
2й горный Равногорский Корпус

11 мая 1941 генерал Драголюб «Драже» Михайлович отказался признавать капитуляцию югославской армии и на базе преданного ему 41-го пехотного полка объявил об образовании «Равногорского движения», которое будет бороться против коллаборационизма и оккупации. В день образования Равногорского движения четников на горе Равне был образован штаб, была введена структура движения: оперативные части, взводы, роты, батальоны, бригады и корпуса. Отдельные лица отвечали за инструктаж, вербовку и подготовку солдат. Четники Драголюба Михайловича были настроены на восстановление единства страны с монархией и королём Петром II во главе: на момент начала боевых действий четников королевская семья находилась в изгнании в Лондоне.
Четники, лояльные правительству Югославии в изгнании, приносили свою присягу. Солдат, держа Евангелие в руке, произносил перед священником и старейшинами клятву следующего содержания:

Клянусь единым Богом и всем самым близким и святым для меня в мире, что как солдат Югославской армии буду верен Королю и Отечеству, буду добросовестно и преданно исполнять свой воинский долг ради блага своего народа и Отечества; буду исполнять добросовестно все данные мне задания; буду верным, преданным и послушным; искренне буду бороться против всех врагов моего народа (как внешних, так и внутренних); буду применять вверенное мне оружие ради блага народа и Отечества.
Оригинальный текст (сербохорв.)Zaklinjem se jedinim Bogom i svim onim što mi je na ovom svetu najmilije i najsvetije, da ću kao vojnik Jugoslovenske vojske biti veran Kralju i Otadžbini i svoju vojničku dužnost vršiti savesno i požrtvovano, a za dobro svog naroda i Otadžbine. Da ću poverene mi zadatke izvršavati najsavesnije, da ću biti veran, odan i poslušan, da ću se iskreno boriti protiv svakog neprijatelja svoga naroda, kako spoljašnjeg, tako i unutrašnjeg i da ću povereno mi oružje korisno upotrebiti za dobro naroda i Otadžbine.

Изначально четники пошли на компромисс с красными партизанами Иосипа Броза Тито, договорившись о сотрудничестве и совместных действиях, однако разные взгляды на ход войны, серия поражений и идеологические разногласия разрушили этот союз и привели к тому, что четники решили избавиться и от партизан. Ради избавления от партизан некоторые четники пошли не только на сотрудничество с германскими, итальянскими и венгерскими войсками но даже с хорватскими фашистами и остальными коллаборационистами. Итальянским оккупационным войскам в той или иной степени оказывали помощь четницкие воеводы Момчило Джуич, Доброслав Евджевич, Илия Трифунович-Бирчанин, Байо Станишич, Петар Бачович и Павле Джуришич; с усташами сотрудничали Урош Дренович, Лазарь Тешанович, Раде Радич и некоторые другие; германцев и их союзников с августа 1941 года поддерживали открыто Коста Печанац и его силы, которые не подчинялись Драже, хотя при этом четники-коллаборационисты, которые ранее состояли в армии Михайловича не собирались выходить из Антигитлеровской коалиции. Для легализации некоторые четники-коллаборационисты стали записываться в Добровольческую антикоммунистическую милицию, которая действовала на оккупированных итальянцами землях, и в Сербскую государственную стражу на территории оккупированной германцами Сербии. Тайный расчёт четников-коллаборационистов заключался в том, что как только Народно-освободительная армия Югославии и Союз коммунистов Югославии будут разгромлены, королевские силы обратят своё оружие против Гитлеровской коалиции и её союзников и начнут против них войну до победного конца. Однако, основная масса четников постоянно нападала на германцев, итальянцев, венгров, болгар и коллаборационистов и никак с ними не сотрудничала. Ответные меры были суровыми: германцы и их союзники расстреливали и попавших в плен четников, и всех, кто им симпатизировал.
Тегеранская конференция 1943 года постановила, что четников заключивших временные связи с коллаборационистами и захватчиками можно расценивать только как пособников нацистских оккупантов и их союзников, сотрудничавших с марионеточным режимом Недича. Михаилович и его непричастные к сотрудничеству сторонники доказывали обратное на деле: четники спасали и выхаживали сбитых западных лётчиков, а после ввода болгарских и советских войск на территорию Югославии при первой же возможности связывались с ними, предлагая всю посильную помощь в войне против национал-социалистов и их союзников. К концу войны значительная часть четников, пользуясь объявленной амнистией, перешла на сторону партизан, а вот силы Момчило Джуича и Доброслава Евджевича, осознав бесперспективность борьбы, отступили с германцами и их оставшимися союзниками в Словению. Оттуда часть войск ушла в Италию, а часть — в Австрию, готовясь капитулировать перед западными войсками. Те же, кого Запад депортировал обратно в Югославию, были в большинстве своём без суда и следствия приговорены к гибели как пособники оккупантов и остальных коллаборационистов. Эта точка зрения в югославской историографии господствовала вплоть до конца существования СФРЮ. Драголюб Михаилович также оказался в числе тех самых убитых.
В 2006 году в Сербии Воислав Михаилович, внук Драже, потребовал провести повторное расследование, считая, что приговор его деду был вынесен незаконно. Суд, изучив материалы архивов стран-участниц Второй Мировой, 14 мая 2015 оправдал и реабилитировал генерала Драголюба Михаиловича. Решение было воспринято в балканских странах неоднозначно.

## Современность
В 1990-е годы «четниками» стали называть участников всех сербских националистических формирований, которые воевали в Хорватии и в Боснии и Герцеговине за Республику Сербскую Краину и Республику Сербскую, поддерживали идею Великой Сербии и боролись против боснийских и хорватских частей. В настоящее время «четниками» называют себя сторонники сербского националиста Воислава Шешеля, который провозгласил себя последователем Драголюба Михайловича. Самым известным современным движением четников является Равногорское четническое движение. Однако известны и военизированные формирования четников — например, отряд «Йован Шевич», участвовавший в войне на Донбассе на стороне самопровозглашённых ДНР/ЛНР.

## Символика

Флаг четника

Символика четников — чёрное знамя, где изображён череп с костями, а внизу написано: «За Короля и Отчизну. Свобода или смерть» (серб. Слобода или смрт). Для четников большим смыслом обладает термин «Отаджбина» (серб. Отаџбина: Отечество). В руках они нередко носят «брояницу» (чётки). Обычно четники отпускают длинные бороды.
Традиционным приветствием четником является троеперстие (два пальца — мизинец и безымянный — сжимаются в кулак), что символизирует святую Троицу.
Маршем четников считается песня «Спрем’те се, спрем’те», изначально посвящённый битве при Дреново 9 июня 1907 года (ныне в общине Чашка, Северная Македония), во время Второй Мировой войны в тексте появилось упоминание Дражи Михайловича.

## Вооружение и форма
Четники были вооружены винтовками со штыками. Также они имели при себе гранаты и кастеты. Из одежды для них характерны штаны, гимнастёрка и горные ботинки (или поршни-опанки). На голове они носили чёрную шапку-шубару или шайкачу с кокардой в виде двуглавого орла.